# 拉日馬石板藏寨
拉日馬石板藏寨位於四川省甘孜州新龍縣拉目馬鄉紮宗村。全寨372戶1900余人，藏寨民居小巷統一由青石鋪就，多用石板蓋戚，錯落有致、佈局緊湊的石板房，高到二至三層不等，一宅一院，木柵欄、青石路、石板屋頂，古樸而實用。底樓一般用塊石或兼用泥土務牆，少窗，無地板，舊時一律作牛馬圈，現在通常用來堆放農具、柴。二樓為主人居室，中間一室寬敞，光線明亮，通常做客廳和廚房，具有冬暖夏涼的特點。頂樓是崩柯房。房頂先用泥土覆蓋，整平弈實後再用石板做成懸山頂，單簷歇山頂。拉日馬石板藏寨與紮宗寺、拉日馬彩繪石經塔、拉日馬佛塔群有機的融為一體。拉日馬石板藏寨民居建築，是人民在長期生產和生活中所創造出來的優秀建築成果，堪稱民間建築的瑰寶。
2012年7月16日公佈為第八批四川省文物保護單位。2013年3月5日列為第七批全國重點文物保護單位。